# (285) Regina
(285) Regina – planetoida z pasa głównego asteroid okrążająca Słońce w ciągu 5 lat i 150 dni w średniej odległości 3,08 j.a. Została odkryta 3 sierpnia 1889 roku w Observatoire de Nice w Nicei przez Auguste Charloisa. Pochodzenie nazwy planetoidy nie jest znane.